# Płytka aksillarna

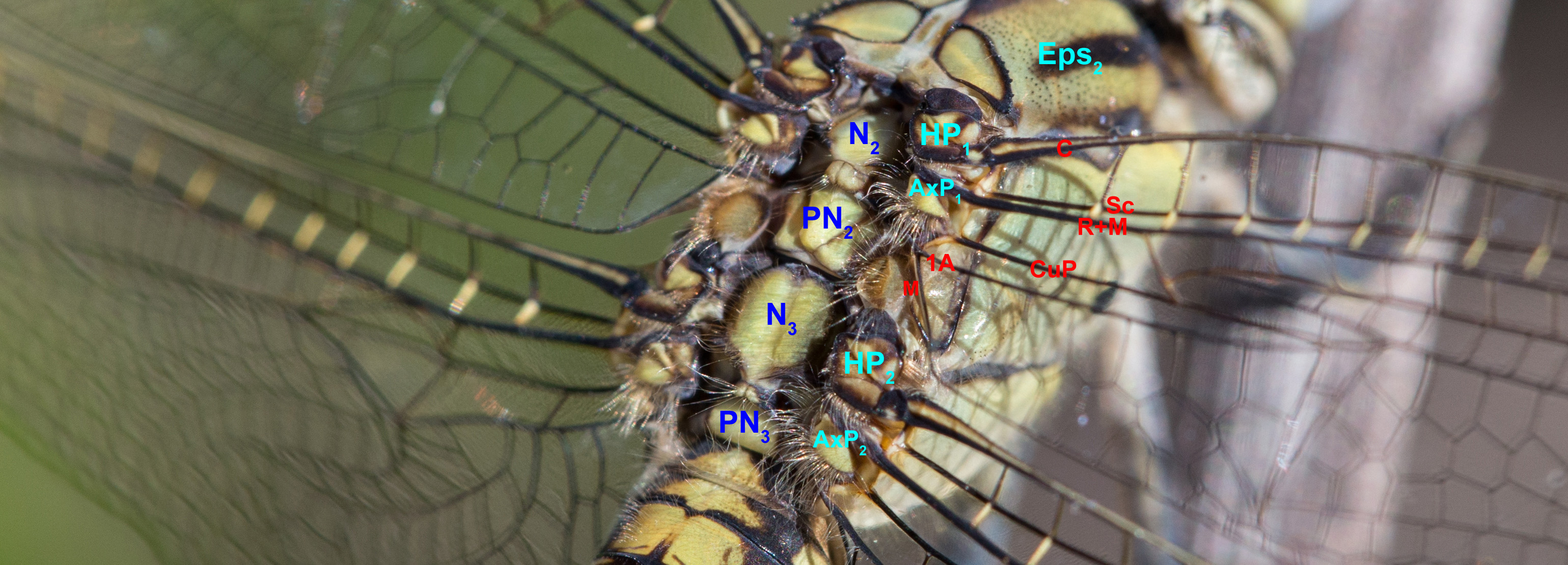
Zbliżenie na grzbietową stronę skrzydłotułowia ważki Orthetrum caledonicum. Eps_{2}: episternit śródtułowia, N_{2}: śródplecze, PN_{2}: zatarcza śródtułowia, N_{3}: zaplecze, PN_{2}: zatarcza zatułowia, HP_{1} i HP_{2} – płytki humeralne przedniego i tylnego skrzydła, AxP_{1} i AxP_{2} – płytki aksillalne przedniego i tylnego skrzydła, M: membranula, C: żyłka kostalna, Sc: żyłka subkostalna, R+M: scalone żyłka radialna i medialna, CuP: żyłka postkubitalna, 1A: żyłka analna.

Płytka aksillarna (ang. axillar plate) – charakterystyczny dla ważek skleryt w nasadowych częściach skrzydeł, odpowiadający za ich stawowe połączenie z tułowiem.
Płytka ta leży w tylnej części nasady skrzydła, w polu aksillarnym (łac. regio axillaris), nawiązując lokalizacją do sklerytów aksillarnych jętek i nowoskrzydłych. Stanowi drugą, obok płytki humeralnej, z nasadowych płytek skrzydła ważek. Osiąga stosunkowo duże rozmiary w porównaniu ze sklerytami aksillarnymi innych owadów i prawdopodobnie powstała ze zlania się ze sobą tych struktur. Na zewnętrznym brzegu płytki aksillarnej znajdują się nasady czterech żyłek: subkostalnej (Sc), scalnonych radialnej i medialnej (R+M), kubitalnej (Cu) i analnej (A1). Płytka połączona jest stawowo z tylną połową bocznej krawędzi tergitu (śródplecza w skrzydłach I pary i zaplecza w skrzydłach II pary). Ponadto płytka spoczywa na tylnym ramieniu słupka pleuralnego (łac. processus pleuralis fulcralis).
Płytka aksillarna stanowi punkt zaczepu dla mięśni aksillarnych. U ważek równoskrzydłych nawiązujące do składaczy skrzydeł u nowoskrzydłych mięśnie wychodzą z listewki pleralnej i zaczepiają się w tylnej części płytki. U ważek różnoskrzydłych na płytce zaczepiają się mięśnie: wychodzące z brzusznej części epimeronu musculus anepisterno-axillaris i musculus epimero-axillaris secundus oraz wychodzący z grzbietowej części epimeronu musculus epimero-axillaris tertius.